# Viatcheslav Osnos
Viatcheslav Voulfovitch Osnos (en russe : Вячеслав Вульфович Оснос est un joueur d'échecs et entraîneur soviétique puis russe né le 24 juillet 1935 à Louga (Russie) et mort le 27 août 2009 à Saint-Pétersbourg). Maître international depuis 1965, Osnos fut champion de Léningrad en 1971 et 1980.

## Carrière aux échecs

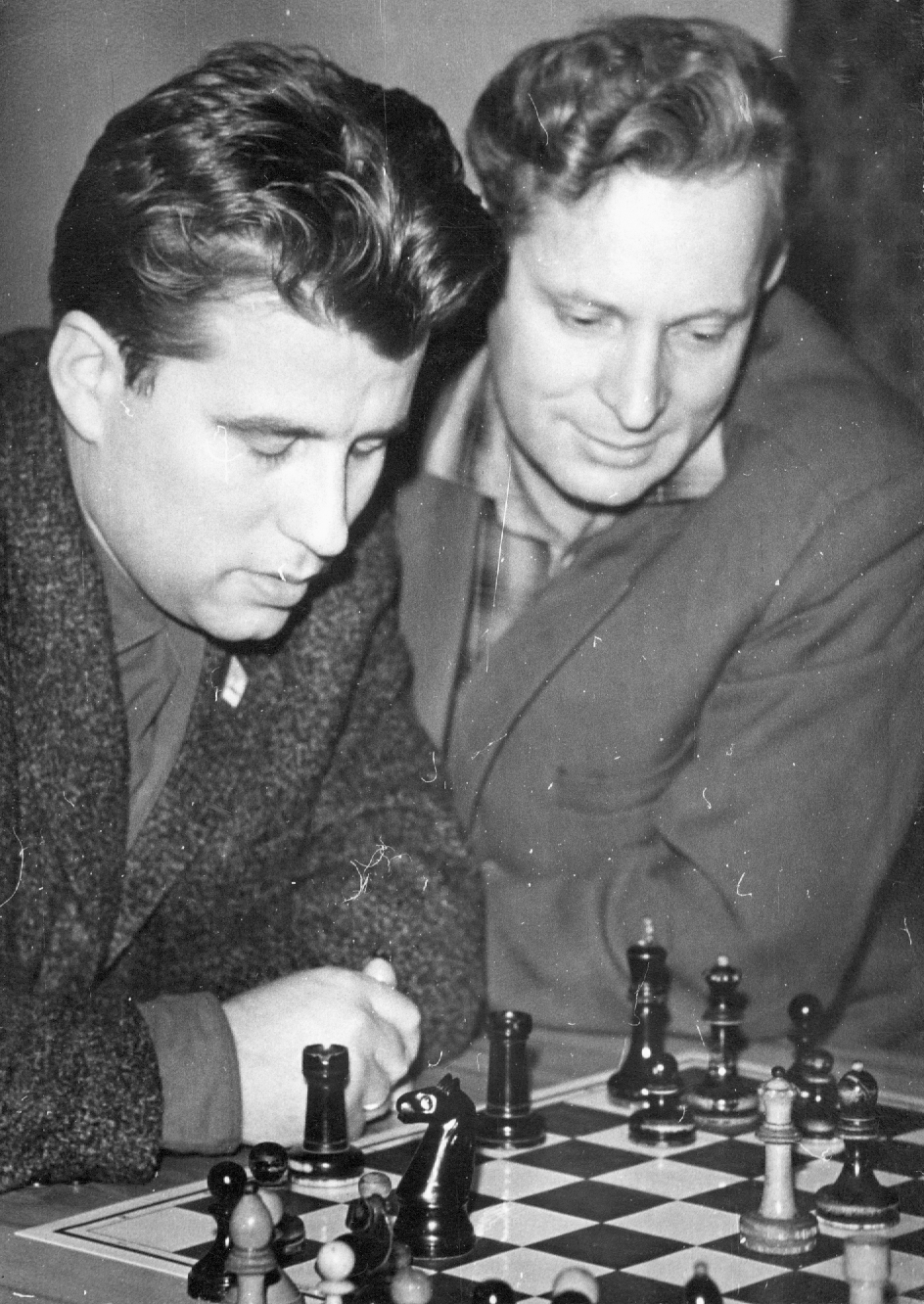
Viatcheslav Osnos (à gauche) et Pavel Kondratiev vers 1965.

Osnos participa à six finales du championnat d'URSS de 1963 à 1968. En 1963, il remporta la demi-finale du championnat d'URSS devant Boris Spassky, Souétine, Igor Bondarevski et Youri Averbakh mais termina ensuite dernier de la finale. En 1964, il termina deuxième, derrière Viktor Kortchnoï du championnat de Léningrad qui était aussi la demi-finale du championnat d'URSS, puis il finit onzième de la finale également remportée par Kortchnoï. En 1966, il fut troisième de la demi-finale Ses meilleurs résultats en finale furent deux huitièmes places : en 1965, à Tallinn (devant Kortchnoï et Bronstein), et en 1967, à Kharkov. 
En 1968, Osnos termina premier-troisième ex æquo du championnat de Léningrad, mais perdit le mini-tournoi de départage contre V. Bykov et Cherepkov. L'année suivante, il remporta le tournoi international de Debrecen en 1969. En 1970, il finit à nouveau troisième du championnat de Léningrad remporté par Karasev. Il devint champion de Léningrad en 1971 et à nouveau en 1980.
Entraîneur émérite de la RSFSR en 1974, Osnos fut un des assistants « fidèles » de Kortchnoï pendant plusieurs années et l'aida lors de son match contre Karpov à Moscou, en 1974.
Osnos a publié en 1998, avec Peter Wells, The Complete Richter-Rauzer, éd. Batsford.